# 마이애미 메디컬
마이애미 메디컬(Miami Medical)은 2010년 4월 2일부터 7월 2일까지 CBS에서 방영된 의학 드라마이다.